# Janina Hobgarska
Janina Hobgarska (ur. 1951 w Kętrzynie) – polska artystka fotograf. Członkini Okręgu Dolnośląskiego Związku Polskich Artystów Fotografików. Członkini Stowarzyszenia Jeleniogórska Strefa Fotografii. Propagatorka sztuki współczesnej, kurator wystaw.

## Życiorys
Janina Hobgarska absolwentka Uniwersytetu Wrocławskiego oraz Studium Fotografii ZPAF w Warszawie (1989), związana z dolnośląskim środowiskiem fotograficznym – od 1976 mieszka, pracuje, tworzy w Jeleniej Górze. Miejsce szczególne w jej twórczości zajmuje fotografia dokumentalna, fotografia krajobrazowa, fotografia martwej natury oraz fotografia przyrodnicza – w dużej części wykonywana w technice monochromatycznej. 
Janina Hobgarska jest autorką i współautorką wielu wystaw fotograficznych; indywidualnych, zbiorowych oraz poplenerowych – prezentowanych w Polsce oraz za granicą (m.in. w Czechach, Jugosławii, Finlandii, Niemczech. Zadebiutowała wystawą autorską Fotografie w 1987 (Galerii FF w Łodzi). Od 1988 jest dyrektorem Biura Wystaw Artystycznych w Jeleniej Górze. 
Fotografie Janiny Hobgarskiej mają w swoich zbiorach Biuro Wystaw Artystycznych w Jeleniej Górze, Muzeum Karkonoskie w Jeleniej Górze, Muzeum Sportu i Turystyki w Karpaczu oraz Muzeum Sztuki Współczesnej w Hunfeld (Niemcy).

## Odznaczenia
- Srebrny Medal „Zasłużony Kulturze Gloria Artis” (2014)[5][6]

## Wystawy (wybór)
- Fotografie – wystawa indywidualna (Galeria FF, Łódź 1987)
- Fotografia – wspólnie z K. Kuczyńskim i W. Zielińskim (Galeria KMPiK, Jelenia Góra 1988)
- Salon Zaproszonych (Łódzki Dom Kultury 1988)
- Strefa ciszy – wystawa indywidualna (Galeria Fotografii Elementarnej, Lądek Zdrój 1989)
- Dyplom (Galeria ZPAF, Warszawa 1989)
- Warsztaty Gierałtowskie (Galeria BWA, Jelenia Góra 1989)
- 5 fotografów z Jeleniej Góry (Valkeakoski, Finlandia 1989)
- Fotografia (Aachen, Niemcy 1990)
- Fotografia wyobraźni (Galeria ZPAF, Warszawa 1991)
- Kontakty – Spotkania (Galeria ZPAF, Katowice 1992)
- Funkeho Kolin (Kolin, Czechy 1993)
- Karłów – wystawa poplenerowa (Muzeum Okręgowe, Jelenia Góra 1994)
- Hotel Europa (Galeria im Pferdestall, Berlin 1994)
- Fotografie – wspólnie z E. Andrzejewską, P. Komorowskim, W. Zawadzkim (Galeria FF, Łódź 1994)
- Fotografie – wystawa indywidualna (Galeria Pusta, Katowice 1995)
- Konstelacje (Uniwersytet Ludwiga, Monachium 1995)
- Fotografie – wspólnie z E. Andrzejewską, P. Komorowskim, M. Liksztetem, W. Zawadzkim (Greiz, Niemcy 1995)
- Fotografie – wspólnie z E. Andrzejewską, P. Komorowskim, M. Liksztetem, W. Zawadzkim (Altenburg, Niemcy 1995)
- Karkonosze – wystawa poplenerowa (Galeria BWA, Jelenia Góra 1996)
- Bliżej fotografii (BWA Jelenia Góra 1996)
- Bliżej fotografii (Poznań 1996)
- Bliżej fotografii (Katowice 1996)
- Bliżej fotografii (Wrocław 1996)
- Bliżej fotografii (Suwałki 1996)
- Bliżej fotografii (Zielona Góra 1996)
- Bliżej fotografii (Sieradz 1996)
- Bliżej fotografii (Leszno 1996)
- Spirala 1 (Fundacja Gerarda, Muzeum Sztuki Reduktywnej, Świeradów Zdrój 1996)
- Into the Magic (Ljubljana, Sarajevo 1997)
- Miejsca – wystawa indywidualna (Galeria Korytarz, Jelenia Góra 1997)
- Kontakty (Galeria Pusta, Katowice 1998)
- Kontakty (BWA, Jelenia Góra 1998)
- Kontakty (Akademia Sztuk Pięknych, Gdańsk 1998)
- Kontakty (Galeria pf, Poznań 1998)
- Rudawy Janowickie (Galeria BWA Jelenia Góra 1998)
- Rudawy Janowickie (Galeria pf, Poznań 1998)
- Miejsca są nieruchome – wystawa indywidualna (BWA Wrocław 1999)
- Wspaniały krajobraz – kolonie artystyczne w Karkonoszach w XX wieku (BWA, Jelenia Góra 1999)
- Wspaniały krajobraz – kolonie artystyczne w Karkonoszach w XX wieku (Wrocław 1999)
- Wspaniały krajobraz – kolonie artystyczne w Karkonoszach w XX wieku (Berlin 1999)
- Miejsca są nieruchome – wystawa indywidualna (Galeria Sztuki Współczesnej, Włocławek 1999)
- Kontakty, Przełom wieku – wiek przełomu (Katowice 2000)
- Kontakty, Przełom wieku – wiek przełomu (Łódź 2000)
- Kontakty, Przełom wieku – wiek przełomu (Zielona Góra 2000)
- Kontakty, Przełom wieku – wiek przełomu (Praga 2000)
- Oblagstvlen til det nye Millenium – wystawa zbiorowa (Aarhus, Dania 2000)
- Archipelago – wystawa polskiej fotografii na VI Internationale Fototage Vision of Europe (Herten, Niemcy 2001)
- Speicher der Vorstellungskraft – wspólnie z E. Andrzejewską, M. Liksztetem, M. Hnatukiem, J. Jaśko, W. Zawadzkim (Museum Modern Art-Hünfeld, Niemcy 2001)
- Pokaz prywatny – (Galeria Fotografii Łódzkiego Towarzystwa Fotograficznego, Łódź 2002)
- Samotnia – zbiorowa wystawa towarzysząca Biennale Fotografii Górskiej (Muzeum Karkonoskie, Jelenia Góra 2004)
- Karkonosze – wystawa indywidualna (Kunst und Kulturzentrum, Monschau – Niemcy 2004)
- Okruchy pamięci – wspólnie z E. Andrzejewską, J. Jaśko, W. Zawadzkim (Kleine Galerie Weisswaser, Niemcy 2005)
- Karkonosze-Miejsca – wystawa indywidualna (Muzeum Sportu i Turystyki, Karpacz 2006)
- Karkonosze-Miejsca – wystawa indywidualna (Galeria Korytarz, Jelenia Góra 2006)
- Pamiątka z Karkonoszy. Fotografia, nowe media (Galeria BWA, Jelenia Góra 2006)
- Inspiracje, fascynacje, refleksje (60 lat Związku Polskich Artystów Fotografików) – Muzeum Miejskie, Wrocław 2007)
- Karkonosze (Muzeum Miejskie. Dom Gerharta Hauptmanna, Jelenia Góra 2007)
- Karkonosze – Miejsca – wystawa indywidualna (Eurocentrum, Jablonec nad Nisou - Czechy 2008)
- Biennale Fotografii Górskiej – wystawa poplenerowa (Muzeum Karkonoskie, Jelenia Góra 2008)
- Aura Karkonoszy – wspólnie z J. Jaremenem, Z.Kulikiem, K. Kuczyńskim (Muzeum Sportu i Turystyki, Karpacz 2008)
- Foto 2008 (Dolnośląskie Centrum Fotografii Domek Romański 2008)
- Pejzaże bliskie i dalekie – wystawa indywidualna (Galeria Centrum, Kamienna Góra 2016)[10]
- Miejsca nie są nieruchome 2 – wystawa indywidualna (Galeria Promocje w Zameczku, Osiedlowy Dom Kultury, Jelenia Góra 2024)

Źródło